# 농회
농회(農會)는 구한국시대에 농민을 구성원으로 하는 농민조직체로서, 금융조합 또는 산업조합과 여러 가지 유사성을 지니지만 협동조합적인 성격보다는 행정기관의 보조기관적인 성격을 지닌 채 오로지 농사의 개량·발달에 관한 기술적인 지도활동만을 담당하였던 농사단체이다.

## 구한국시대의 농사단체
구한국시대의 농사단체는 한국 농민들이 조직한 '계'와 거류 일본인들이 조직한 '조합' 또는 '회'의 2가지가 있었다. 그러나 러일전쟁(露日戰爭) 후 한국이 일본의 간섭을 받게 되면서부터 급격히 증가하게 된 일본인 이주농민(移住農民)들이 조직한 '회' 또는 '조합'은 1905년에 조직된 군산(群山)농사조합·강경(江景)토지조합·부산농업조합·군산(群山)토지연합조합·대구농회 등 소수에 불과하였다. 이들 농사단체들은 주로 관청의 대행기관으로 토지대장의 관리 및 열람, 농사에 관한 자문과 건의 등의 업무를 담당하였다. 1910년 경술국치를 계기로 산업정책의 중점은 ① 일본에 대한 식량보급용 미곡증산, ② 일본의 주도산업인 섬유공업원료, 즉 면화와 잠견(蠶絹)증산, ③ 우리나라 농민의 노동수단이며 일본인의 주요 식품인 한우(韓牛)증식, ④ 새끼·가마니·과수·채소증산 등의 농업개발에 두게 되었다. 이러한 정책을 수행하기 위해 농민조직으로 지주회(地主會)·면작조합·양잠조합·축산조합·승입조합(繩▩組合) 등 각종의 농민조직체를 설립하였다. 그 결과 1920년 말 현재 농민조직체의 종류가 10여종에 이르러 조직체의 수만 해도 786개에 달하게 되었다. 이와 같이 각종의 조직체가 난립하게 됨에 따라 사업상의 마찰이 생기게 되고 동일한 농민에게 여러 가지 단체의 회비를 부과하여 농민의 부담을 과중케 했으며 조직체 본연의 사명을 소홀히 하는 폐단이 생기게 되었다. 따라서 이러한 폐단의 시정을 위하여 1920년에 당국은 각 군 및 도서에 임의단체로 농회를 설치하고 기존의 각종 산업단체를 통합·정리하게 되었다.

## 계통농회의 설립과 발전
신설된 군(郡)·도농회(島農會)는 그 자체가 법적 근거를 갖지 못한 임의단체에 불과하였으므로 그 시초부터 취약성을 나타내지 않을 수 없었다. 그 결과 이들 군·도농회 역시 기존의 각종 산업단체와 마찬가지로 자체의 임무를 다하지 못한 채 회비와 잡부금의 징수에만 급급하게 되어 농민으로부터 세금독려기관이라는 악평을 받게 되었다. 따라서 총독부는 1925년의 조선미(朝鮮米)증산계획을 계기로 하여 그 필요성을 인정, ① 농업자의 복리증진 및 농업의 지도·장려에 관한 시설의 운영, ② 농업에 관한 연구조사와 농업에 관한 필요사항의 행정관청에 대한 건의, ③ 농업에 관한 분쟁의 조정과 중재 등을 주요 업무내용으로 규정하는 '조선농회령'을 1926년 1월에 공포하게 되었다. 이를 계기로 각 도는 즉시 계통농회 설립에 착수, 동년 6월까지 212개소의 단위총회를 설치하였으며, 동년 10월까지 13개 도농회의 설립을 보았고 다음해 3월 조선농회가 설립됨으로써 법령에 의한 계통농회 성립의 완성을 보게 되었다. 그러나 농회령에 의거, 그 조직에 있어 의결기관이나 임원의 임명권을 행정기관이 장악함으로써 행정부의 하부기관적인 성격이 짙게 되었다. 따라서 설립 초기에는 농사의 지도·장려에만 주력하였으나 점차 이른바 권업행정의 하청기관으로서 농회의 역할이 극히 중시되었고, 특히 중일전쟁 이후로는 전시하(戰時下) 농업정책의 중심체로서 거대한 구판사업단체로 변모하였다. 즉, 일본 미가(米價)의 안정을 위한 양곡보관사업, 일본의 주도산업인 섬유공업의 원료 공급을 위한 면화·잠견의 증산 장려와 수집·공출 등 일본 자본주의의 발전을 뒷받침하기 위한 각종 경제사업을 추진함으로써 한국 농민의 희생을 강요하여 왔다. 1937년 중일전쟁이 발발하면서부터 총독부의 하청단체로서의 농회의 성격은 더욱 노골화되어 농회는 지방행정기관과 밀접한 협조 아래 농산물 공출 독려기관으로 전락했으며, 따라서 농민과는 완전히 이탈되어 농민의 압력단체로서 군림하게 되었다.

## 농회의 해산
農會－解散 광복 후 농회는 미(美)군정청의 군정법령 제165호에 의거, 생활필수품의 배급과 함께 원조비료의 일선 배급, 고공품의 매입과 판매, 비료배합공장의 운영 등을 담당하는 농민조직체로 개편되었다. 그러다가 1948년 정부수립 이후 농촌단체의 기구 개편이 착수되면서 금융조합과 농회는 서로 새로이 발족하게 될 농업협동조합의 모체가 되고자 노력하였으나 그 실현을 보지 못하고, 1949년에 비료·고공품 등 일체의 업무가 금융조합으로 이관되게 되자 결국 농회의 활동은 사실상 청산단계에 이르러 1951년에 해산을 보게 되었으며 그 재산 및 업무 일체는 청산위원회에 인계되었다. 그 후 1957년에 '농업협동조합법'이 제정·공포되어 조선농회령은 폐기되고 그 업무와 재산 일체는 농업협동조합에서 인수하였다.